# Raúl Odar Cabrejos
Raúl Jesús Odar Cabrejos (Lima, 10 de junio de 1956) es un administrador peruano. Fue alcalde del distrito de Carmen de la Legua y Reynoso. Fue candidato en las elecciones municipales y regionales de 2018 a la alcaldía provincial del Callao.

## Biografía
- Datos: Q60215322